# Tokyo Disney Celebration Hotel
Le Tokyo Disney Celebration Hotel est un complexe hôtelier ouvert depuis le 1er juin 2016 à proximité du complexe du Tokyo Disney Resort à l'est de la station de villégiature de Shin-Urayasu au Japon. Initialement ouvert par Oriental Land Company en 2005 sous les noms Palm Terrace Hotel et Fountain Terrace Hotel, les deux bâtiments ont été regroupés en 2016 sous la forme deux ailes d'un même établissement sous la marque Disney bien que non situé dans le complexe.
Les deux ailes se nomment Wish et Discover de part et d'autre de l'avenue principale de Shin-Urayasu. OLC possède aussi le Urayasu Brighton Hotel Tokyo Bay situé au niveau de la gare de Shin-Urayasu.

## Architecture
Tokyo Disney Celebration Hotel est un hôtel comptant 702 chambres avec 14 types de chambres disponibles (7 types par bâtiment). Presque toutes les chambres (672 chambres de 702 au total) sont équipées de deux lits de jour en plus de deux lits standard pouvant accueillir jusqu'à quatre adultes.
- Tokyo Disney Celebration Hotel - Wish s'habille les différents contes Disney dès que les invités entrent dans le hall. Les illustrations inspirées des icônes Disney comme le Château de Cendrillon, It's A Small World et Arabian Coast encadre les murs et des maquettes décorent les salles. Dans les chambres, l'atmosphère lumineuse et colorée est renforcée par une fresque murale représentant les personnages Disney. Le jardin est composé de parterres à la française avec un puits en son centre rappelant celui de Blanche Neige. Le jardin est décoré de trois maquettes de chars de la parade électrique à Tokyo Disneyland et s'allument de nuit pour former un spectacle enchanteur.

- Tokyo Disney Celebration Hotel - Discover plonge les invités dans l'esprit et l'excitation de l'aventure des parcs thématiques de Tokyo Disney Resort. Le mobilier du hall comprend un arrangement de sièges unique inspiré de l'attraction "Beaver Brothers Explorer Canoes" à Tokyo Disneyland et une œuvre d'art modelée sur le globe dans l'atrium du restaurant "Magellan's" à Tokyo DisneySea, nommé d'après l'explorateur connu. Le jardin dispose de topiaire en forme de navire pirate et de coffre-fort, offrant aux invités qui se promènent dans le jardin un sens de l'aventure.

Un service de navettes gratuites vers les parcs Tokyo Disneyland et Tokyo DisneySea est mis en place. Des départs sont prévus toutes les quinze minutes.

## Histoire des Hôtels
En février 2003, Oriental Land Company annonce la construction de deux hôtels en dehors du complexe de Tokyo Disney Resort : les Palm and Fountain Terrase Hotel Resort. 
L'hôtel Palm & Fountain Terrace Hotel ferma le 27 février 2016 pour rénovation et rouvrit, en partie, en juin 2016 en tant que Tokyo Disney Celebration Hotel. L'hôtel ferma en deux temps : 
- Fountain Terrace Hotel ferma le 27 février 2016 pour ouvrir le 1er juin 2016.
- Palm Terrace Hotel ferma le 1er juin 2016 et ouvrit à l'automne 2016.

Avec un taux d'occupation annuel des trois hôtels Disney actuels allant de 92% (Disney's Ambassador Hotel) à 98 % (Tokyo Disneyland Hotel et Disney's Hotel Miracosta), Oriental Land Company recherchait déjà depuis quelques années la possibilité d'augmenter sa capacité hôtelière. Le Tokyo Disney Celebration Hotel vise principalement les familles avec enfant.  
L'investissement fut estimé à 3 milliards de yens. 

## Tokyo Disney Celebration Hotel – Wish

### Les Services de Hôtel

#### Les Chambres
Les chambres sont remplies d'une atmosphère lumineuse et colorée qui est renforcée par la peinture murale représentant les personnages Disney qui apprécient les attractions du parc. Les prix changent en fonction des périodes de l'année.
- “Wish” Standard Room
- “Wish” Standard Room est une chambre avec vue sur le jardin.
- “Wish” Standard Room est une chambre avec vue sur la Baie de Tokyo.
- “Wish” Triple Room
- “Wish” Superior Room
- “Wish” Accessible Room
- “Wish” Corner Room

#### Le restaurant
- Wish Cafe est un buffet offrant le petit-déjeuner aux clients. Le déjeuner et le dîner ne sont pas disponibles.

#### Les Boutiques
- Disney Fantasy propose aux clients des produits provenant de Tokyo Disneyland et de Tokyo DisneySea.
- Ouvert 24 heures par jour, Wish Snacks & Sundries propose des couches jetables et d'autres articles pour les nourrissons, des boissons gazeuses, des collations et des articles pratiques.

## Tokyo Disney Celebration Hotel – Discover

### Les Services de Hôtel

#### Les Chambres
Dans les chambres, une fresque montrant diverses attractions dans les parcs remplit un mur, ce qui donne aux clients un sentiment d'excitation et d'anticipation pendant leur séjour. Les prix changent en fonction des périodes de l'année.
- “Discover” Standard Room
- “Discover” Standard Room est une chambre avec vue sur le jardin.
- “Discover” Standard Room est une chambre avec vue sur la Baie de Tokyo.
- “Discover” Triple Room
- “Discover” Superior Room
- “Discover” Accessible

- “Discover” Quintet Room

#### Le restaurant
- Discover Cafe est un buffet offrant le petit-déjeuner aux clients. Le déjeuner et le dîner ne sont pas disponibles.

#### Les Boutiques
- Disney Fantasy propose aux clients des produits provenant de Tokyo Disneyland et de Tokyo DisneySea.
- Ouvert 24 heures par jour, Discover Snacks & Sundries propose des couches jetables et d'autres articles pour les nourrissons, des boissons gazeuses, des collations et des articles pratiques.

## Lien Externe
- Site Officiel